# Zula
Zula, quelquefois Zoula ou Zulla est un petit port d'Érythrée, près du golfe de Zula, sur la côte africaine de la Mer Rouge. La ville actuelle se situe à proximité du site antique d'Adulis, qui était le port du royaume d'Aksoum. Il semble d'ailleurs que le nom de Zula tire son origine du grec Adulis[réf. nécessaire].

## Histoire
Le 29 décembre 1859, le territoire est vendu à Stanisal Russel, qui dirige une mission envoyée par le gouvernement français, par Dejaz Negusye, un chef tigré en révolte contre l'autorité du negus Téwodros. Mais cet achat n'est pas suivi d'une occupation.
En 1866, Zula et sa région passe nominalement à l'Égypte, puis est le lieu du débarquement de l'expédition anglaise dirigée par le général Robert Napier contre Téwodros en 1867/1868, le golfe de Zula offrant de bonne conditions de mouillage pour des navires de haute-mer. Les Anglais construisent alors une route et une voie ferrée de Zula à Senafe, sur le plateau d'Abyssinie.
Malgré des revendications éthiopiennes sur le territoire, le protectorat italien sur Massawa est étendu à Zula en août 1888. En dépit de protestations ottomanes la ville est incorporée à la colonie d'Érythrée à sa création en 1890.

## Situation
Le golfe de Zula représenterait la limite nord du peuplement afar.